# Österreichische Post
Österreichische Post is een Oostenrijks postbedrijf. Het bedrijf werd opgericht in 1999 na de afsplitsing van de zakelijke postafdeling van het voormalige Post und Telekom Austria. Op 31 mei 2006 kreeg het bedrijf een beursnotering aan de Wiener Börse.

## Activiteiten
Österreichische Post behaalde in 2021 een omzet van 2,5 miljard euro. Het heeft drie bedrijfsonderdelen: Mail, Parcels & Logistics en Retail & Bank. De post, geadresseerd en ongeadresseerd, vertegenwoordigde iets minder dan de helft van de totale omzet, hetzelfde geldt voor de pakketten en voor de kleinste activiteit resteert een omzetaandeel van slechts 3%. Österreichische Post kampt ook met het probleem dat het volume brievenpost ieder jaar afneemt dat wordt gecompenseerd door een extra aanbod van pakketten.
Van de totale omzet werd in 2021 zo'n 80% gerealiseerd in Oostenrijk en de rest in het buitenland. Turkije is de grootste buitenlandse markt gevolgd door Duistland. In 2013 kocht het een aandelenbelang van 25% in het Turkse bedrijf Aras Kargo en in augustus 2020 werd dit belang verhoogd naar 80%. Vanaf dat moment worden de resultaten van Aras Kargo geconsolideerd.
Per 31 december 2021 was Österreichische Beteiligungs AG, namens Oostenrijk, veruit de grootste aandeelhouder met 52,8% van de aandelen.
De aandelen zijn beursgenoteerd en Österreichische Post maakt deel uit van de Austrian Traded Index, de belangrijkste aandelenindex van de Wiener Börse.